# Daniel Fraser-Maraun
Daniel Fraser-Maraun, né le 22 octobre 1997, est un coureur cycliste canadien.

## Biographie
Daniel Fraser-Maraun est diplômé de l'université Simon Fraser. Il exerce actuellement le métier d'entraîneur pour un club cycliste de Burnaby, après avoir été responsable d'entrepôt,,. En dehors de son activité professionnelle, il participe à des compétitions sur route et sur piste. 
En 2022. il devient champion national de poursuite par équipes. Il intègre aussi l'équipe du Canada, avec laquelle il participe à une manche de la Coupe des Nations. L'année suivante, il représente de nouveau son pays natal dans des épreuves de la Coupe des Nations. Il se distingue ensuite sur l'édition 2024 des championnats panaméricains en terminant troisième de la poursuite individuelle et par équipes.

## Palmarès sur piste

### Championnats panaméricains
- Carson 2024
  -  Médaillé de bronze de la poursuite individuelle
  -  Médaillé de bronze de la poursuite par équipes

### Championnats nationaux
- 2022
  -  Champion du Canada de poursuite par équipes (avec Carson Mattern, Sean Richardson et Amiel Flett-Brown)